# Ворошиловка (Западно-Казахстанская область)
Ворошиловка (каз. Ворошилов) — упразднённое село в Бурлинском районе Западно-Казахстанской области Казахстана. Входило в состав Аксуского сельского округа. Ликвидировано в 2000-е годы.

## Население
В 1989 году население села составляло 46 человек. Национальный состав: казахи. По данным переписи 1999 года, в селе постоянное население отсутствовало.